# Haliaeetus
Haliaeetus (vulturii de mare, acvilele de mare) este un gen de pasări răpitoare diurne cu patru specii de vulturi strâns înrudiți cu vulturii de mare din genul Ichthyophaga.

## Taxonomie
Genul Haliaeetus a fost introdus în 1809 de zoologul francez Marie Jules César Savigny pentru a găzdui o singură specie, cu numele binomial Haliaeetus nisus. Aceasta este specia tip. Numele binomial al lui Savigny este considerat în prezent un sinonim junior al lui Falco albicilla (vulturul cu coada albă), descris de Carl Linnaeus în 1758. Numele genului provine din latinescul haliaetus sau haliaetos care înseamnă „vultur de mare” sau „vultur pescar”.
Genul conține următoarele patru specii:
- Haliaeetus leucocephalus – vultur cu cap alb
- Haliaeetus leucoryphus
- Haliaeetus albicilla – codalb
- Haliaeetus pelagicus – vultur de mare